# Cierva C.40
Il Cierva C.40 era un autogiro progettato da J.A.J. Bennett per l'azienda britannica Cierva Autogiro Company e prodotto dalla British Aircraft Manufacturing Company negli stabilimenti di London Air Park, Hanworth negli anni trenta.
Il C.40 fu l'ultimo autogiro progettato dall'azienda fondata da Juan de la Cierva.

## Storia del progetto
Dopo la morte del progettista e titolare Juan de la Cierva, avvenuta in un incidente aereo nel dicembre 1936, il ruolo di direttore dell'ufficio progetti fu assunto da J.A.J. Bennett.
Bennett decise di sviluppare un nuovo modello di autogiro basandosi sul precedente C.30 mantenendone le caratteristiche generali, fusoliera con struttura in legno ma introducendo un nuovo abitacolo a due posti affiancati, equipaggiandolo con un motore radiale Salmson 9Ng.
Il C.40 venne portato in volo per la prima volta nel 1938 dimostrandosi superiore al C.30 data la sua capacità di decollo quasi verticale.
Nel 1938 l'azienda British Aircraft Manufacturing Company assemblò 9 esemplari di C.40 presso i propri stabilimenti di London Air Park, Hanworth, 7 dei quali furono consegnati all'Royal Air Force. I due rimanenti adottarono marche civili e furono utilizzati dalla Cierva Company per poi essere requisiti, allo scoppio della seconda guerra mondiale, a disposizione come addestratori per i futuri piloti di autogiro.

## Tecnica
Il C.40 era un autogiro che riproponeva l'aspetto generale dei suoi predecessori, con una fusoliera simile a quella utilizzata dai velivoli abbinata ad un rotore libero ed un carrello d'atterraggio fisso.
La fusoliera, realizzata con struttura in legno presentava una abitacolo a due posti affiancati, uno per il pilota e l'altro per l'osservatore, posizionati sotto il rotore. Posteriornmente riprendeva la scelta tecnica del C.30, con un impennaggio monoderiva integrato da pinne stabilizzatrici dorsali e ventrali e piani orizzontali a sbalzo.
Il rotore era tripala sostenuto da una struttura a tripode collegata alla parte superiore della fusoliera.
Il carrello d'atterraggio era un semplice biciclo anteriore fisso, con le gambe di forza anteriori ammortizzate fissate sulla parte anteriore ai lati della fusoliera ed integrato posteriormente da un ruotino d'appoggio posizionato sotto la coda.
La propulsione era affidata ad un motore Salmson 9Ng, un radiale 9 cilindri su singola stella raffreddato ad aria in grado di erogare una potenza pari a 130,5 kW (175 hp), posizionato all'apice anteriore della fusoliera ed abbinato ad un'elica bipala in legno a passo fisso. Lo stesso, tramite un albero di trasmissione ed una frizione disinseribile dal pilota, aveva anche il compito di mettere in rotazione il rotore in fase di decollo.

## Impiego operativo
I 7 esemplari RAF, richiesti con la Air Ministry specification 2/36 ed ordinati nel 1937, furono assegnati a reparti operativi in due fasi, i primi 5 nella prima metà del 1939 (due a gennaio e tre in maggio) e gli altri 2 prima della fine dell'anno.
Durante il conflitto vennero utilizzati con ruoli di collegamento tra reparti di caccia e Comandi costieri, come addestratori e, saltuariamente, come calibratori per i sistemi radar.
Gli esemplari scomparvero velocemente dal servizio attivo; dopo un primo messo fuori servizio nel gennaio 1941 a causa di un incidente, durante lo stesso anno vennero posti fuori servizio altri due esemplari per fornire pezzi di ricambio. I rimanenti vennero rimossi gradualmente dal servizio, gli ultimi due nel settembre 1944, ufficialmente come obsoleti ma probabilmente per la mancanza di pezzi di ricambio, insufficienti per una produzione così ridotta.
Dopo il termine del conflitto almeno un esemplare venne acquistato dalla compagnia aerea colombiana Servicio Aéreo Colombiano SACO, scomparso il 9 aprile 1948, si presume per un incidente aereo, sulla rotta Cartagena - Maracaibo.

## Utilizzatori

### Civili
Colombia
- Servicio Aéreo Colombiano (SACO)[4]

### Militari
Regno Unito
- Royal Air Force